# Waco (tribu)

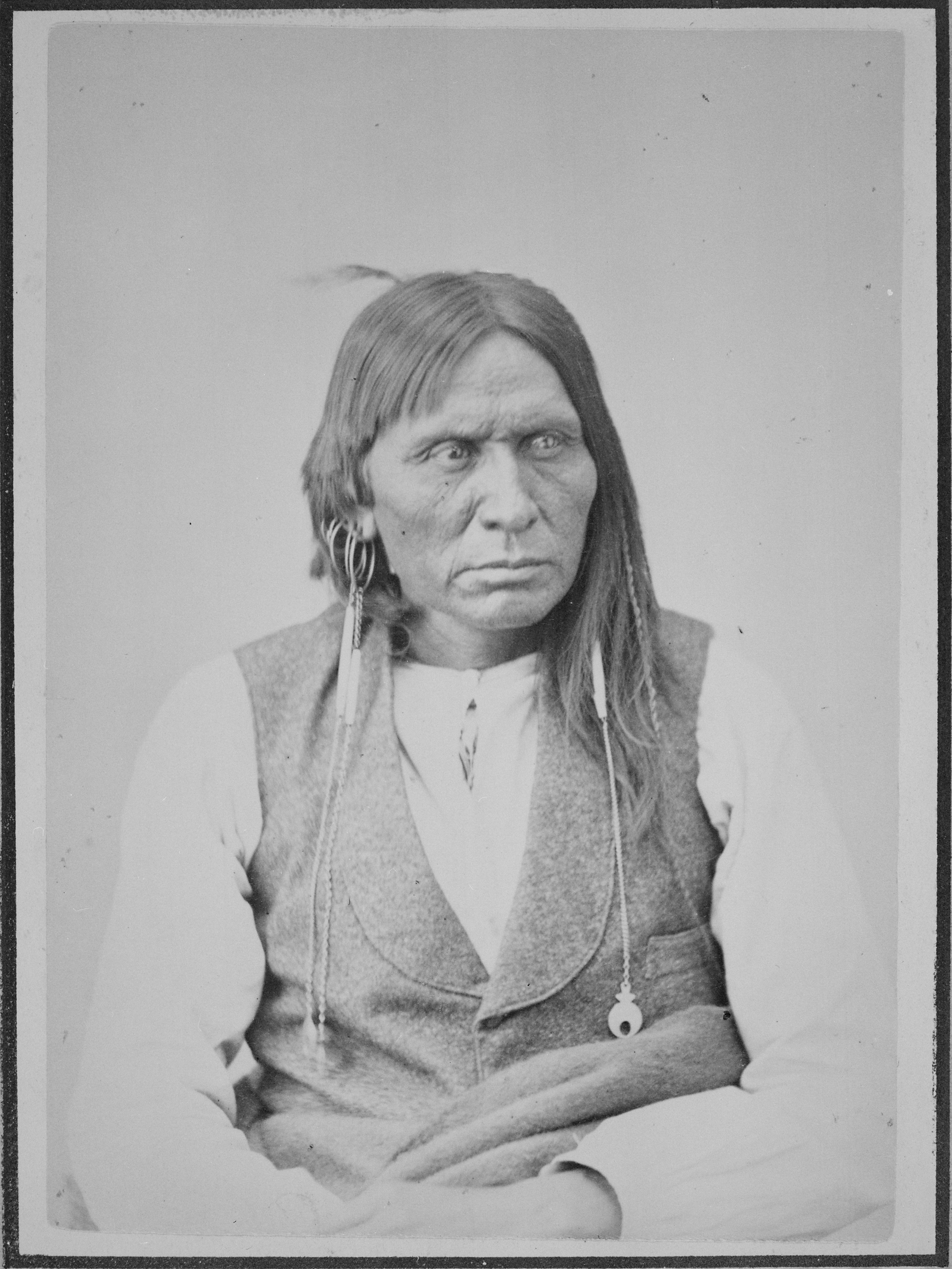
Long Soldier, indi waco

La tribu waco dels wichita són un poble d'amerindis dels Estats Units de la zona meridional de les Grans Planes que vivien al nord-est de Texas. Actualment són membres registrats de la tribu reconeguda federalment Wichita i Tribus Afiliades (Wichita, Keechi, Waco i Tawakonie), amb seu a Anadarko, Oklahoma.

## Història
Els waco eren una divisió dels tawakoni. L'actual Waco (Texas) es troba en el lloc del la seva vila principal, que existia almenys fins a 1820. L'explorador francès Jean-Baptiste Bénard de la Harpe va viatjar per la regió en 1719, i el poble que ell anomenà honecha o houecha podrien ser els waco. El més probable és que Quainco en el mapa de Guillaume de L'Isle en 1718, Carte de la Louisiane et du Cours du Mississipi. També foren anomenats huacos o hhhhhuecos'.
La vila waco del riu Brazos era flanquejat per dues viles tawakoni, El Quiscat i Flechazos. En 1824, Stephen F. Austin va escriure que la vila waco tenia 40 acres de llarg amb 33 cases d'herba i aproximadament 100 homes. Cultivaven 200 acres de blat de moro en camps delimitats per tanques de brossa. Cap al 1829 la vila era protegida per terraplens defensius. En 1837 els Rangers de Texas planejaren establir un fort a la vila waco però abandonaren la idea després d'algunes setmanes. En 1844 es va crear un establiment comercial vuit milles al sud de la vila. Jean-Louis Berlandier registrà 60 cases waco en 1830.
La tribu tenia una segona vila més petita situada als marges del riu Guadalupe.
En 1835, 1846, i 1872, la tribu signà tractats amb els Estats Units i els wichita. El tractat de 1872 establí llur reserva al Territori Indi, on hi van ser traslladats. En 1902, sota la Llei Dawes la terra de la reserva fou trencada en parcel·les individuals i els waco esdevingueren ciutadans dels Estats Units. Actualment formen part dels Wichita i Tribus Afiliades.

## Cultura
La tribu vivia a cases en forma de rusc, amb suports de pal, normalment cobertes de joncs, però de vegades de pells de búfal. Les cases estaven entre 20 i 25 peus d'altura. A més de blat de moro els wacos conreaven fesols, melons, préssecs, i carabasses.

## Llengua
Els waco parlaven una llengua caddo. Hi havia un dialecte anomenat waco que era una branca del wichita. Com que només queda un parlant de wichita, el dialecte s'ha extingit.

## Topònims
Waco (Texas) rep el nom per la tribu, com Hueco Springs vora New Braunfels, Texas.